# 东门街道 (深圳市)
东门街道是中国广东省深圳市罗湖区下辖的一个街道，地处罗湖区中心位置。总面积2.1平方公里。总人口10余万人，其中常住人口4.3万，暂住人口5.5万。
东门街道是深圳市最早的街道办事处之一，东门之名出自于域内的东门商业圈，定名于1999年12月，1979年10月成立之初曾称人民路街道，在1983年12月则为蛟湖街道办事处。

## 范围
东门街道东以文锦路为界，与翠竹街道、黄贝街道相接；西以人民公园路、布吉河为界，与桂园街道相接；北以笋岗路为界，与笋岗街道相接；南以深南东路为界，与南湖街道相接。

## 行政区划
东门街道下辖以下地区：
湖贝社区、新龙社区、湖容社区、立新社区、城贝社区、城东社区、锦湖社区、玉兰社区、螺岭社区、翠园社区、花场社区、东风社区、东门社区、北门社区和书院街社区。